# Daniel Pudil
Daniel Pudil (Praag, 27 september 1985) is een Tsjechisch voetballer die bij voorkeur als middenvelder speelt. Hij verruilde in 2016 Watford FC voor Sheffield Wednesday, dat hem het voorgaande seizoen al huurde. Pudil debuteerde in 2007 in het Tsjechisch voetbalelftal.

## Clubcarrière
Pudil debuteerde in het betaald voetbal in het shirt van FK Chmel Blšany. Datzelfde jaar maakte hij een overstap naar FC Slovan Liberec. Drie seizoenen later leende Liberec hem uit aan Slavia Praag. In Praag werd Pudil voor het eerst in zijn carrière kampioen. Voornamelijk omwille van zijn flamboyantie en omstreden levensstijl, besloot Slavia Praag in de zomer van 2008 de koopoptie in Pudils contract niet te lichten. Op 3 juli tekende hij een vierjarig contract bij KRC Genk.

## Interlandcarrière
Normaliter zou Pudil met de Tsjechische nationale ploeg van Karel Brückner aangetreden hebben op het EK 2008 in Zwitserland en Oostenrijk, maar de middenvelder moest afzeggen voor het toernooi vanwege een handblessure. De oorzaak van die blessure werd niet bekend; in de Tsjechische pers ging het gerucht dat Pudil zich had verwond in een cafégevecht. Hijzelf hield het op het te uitbundig vieren van een doelpunt. Met Tsjechië nam hij in 2016 wel deel aan het Europees kampioenschap voetbal in Frankrijk. Na nederlagen tegen Spanje (0–1) en Turkije (0–2) en een gelijkspel tegen Kroatië (2–2) was Tsjechië uitgeschakeld in de groepsfase.

## Overzicht
| Seizoen | Club                  | Land     | Competitie       | Wedstrijden | Doelpunten |
| 2003/04 | Chmel Blsany          | Tsjechië | Druhá liga       | 11          | 2          |
| 2004/05 | Slovan Liberec        | Tsjechië | Gambrinus liga   | 12          | 0          |
| 2005/06 | Slovan Liberec        | Tsjechië | Gambrinus liga   | 29          | 3          |
| 2006/07 | Slovan Liberec        | Tsjechië | Gambrinus liga   | 26          | 3          |
| 2007/08 | Slovan Liberec        | Tsjechië | Gambrinus liga   | 3           | 0          |
| 2007/08 | Slavia Praag          | Tsjechië | Gambrinus liga   | 21          | 6          |
| 2008/09 | KRC Genk              | België   | Jupiler league   | 29          | 4          |
| 2009/10 | KRC Genk              | België   | Jupiler league   | 28          | 0          |
| 2009/10 | KRC Genk              | België   | Play-Off II B    | 6           | 0          |
| 2010/11 | KRC Genk              | België   | Jupiler League   | 37          | 0          |
| 2011/12 | KRC Genk              | België   | Jupiler League   | 18          | 0          |
| 2011/12 | Granada CF            | Spanje   | Primera División | 0           | 0          |
| 2011/12 | → Cesena              | Italië   | Serie A          | 7           | 1          |
| 2012/13 | → Watford             | Engeland | Premier League   | 39          | 1          |
| 2013/14 | Watford               | Engeland | Championship     | 37          | 2          |
| 2014/15 | Watford               | Engeland | Championship     | 23          | 0          |
| 2015/16 | → Sheffield Wednesday | Engeland | Championship     | 39          | 2          |
| 2016/17 | Sheffield Wednesday   | Engeland | Championship     | 28          | 2          |
| 2017/18 | Sheffield Wednesday   | Engeland | Championship     | 27          | 0          |
| Totaal  | Totaal                | Totaal   | Totaal           | 420         | 26         |

Laatst bijgewerkt 31 maart 2015
1 Čech ·
2 Kadeřábek ·
3 Kadlec ·
4 Gebre Selassie ·
5 Hubník ·
6 Sivok ·
7 Necid ·
8 Limberský ·
9 Dočkal ·
10 Rosický ·
11 Pudil ·
12 Škoda ·
13 Plašil ·
14 Kolář ·
15 Pavelka ·
16 Vaclík ·
17 Suchý ·
18 Šural ·
19 Krejčí ·
20 Skalák ·
21 Lafata ·
22 Darida ·
23 Koubek ·
Coach: Vrba